# Ferdinand-Philippe d'Orléans
Pour les articles homonymes, voir Ferdinand, prince d’Orléans.
Titre
Prince royal de France
14 août 1830 – 13 juillet 1842
(11 ans, 10 mois et 29 jours)
Signature
Ferdinand-Philippe d'Orléans, né le 3 septembre 1810 à Palerme et mort le 13 juillet 1842 à Neuilly-sur-Seine, duc de Chartres puis (1830) duc d’Orléans et prince royal de France ,, est le fils aîné de Louis-Philippe Ier, roi des Français et de Marie-Amélie de Bourbon, princesse des Deux-Siciles.

## Biographie

### Naissance

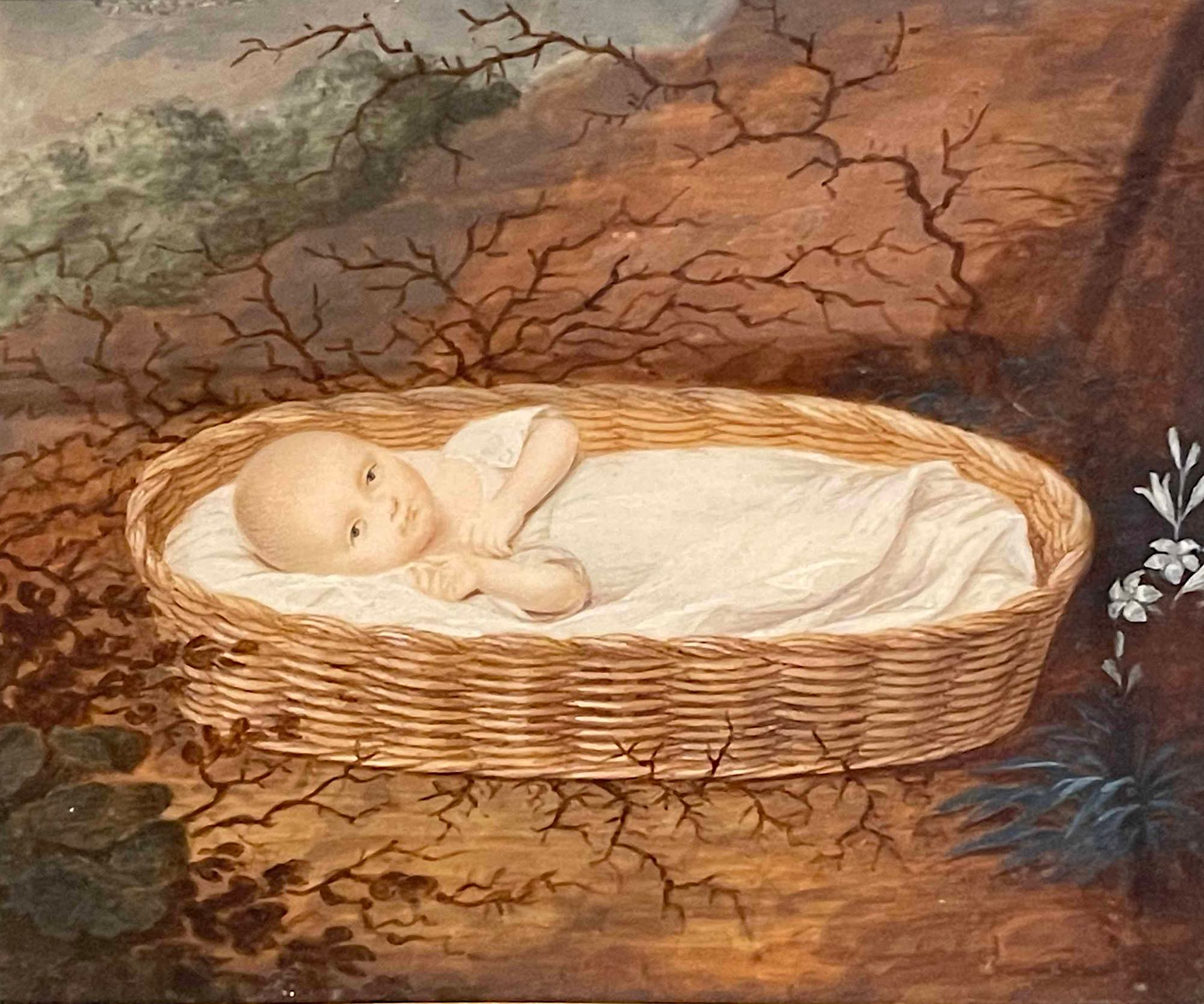
Portrait de Ferdinand-Philippe, âgé de huit jours (1810).

Né à Palerme pendant l’exil de ses parents, il est prénommé Ferdinand, prénom inusité dans la maison d’Orléans, en hommage au roi de Sicile, Ferdinand Ier des Deux-Siciles, son grand-père, et porte à sa naissance le titre de duc de Chartres.

### Adolescence

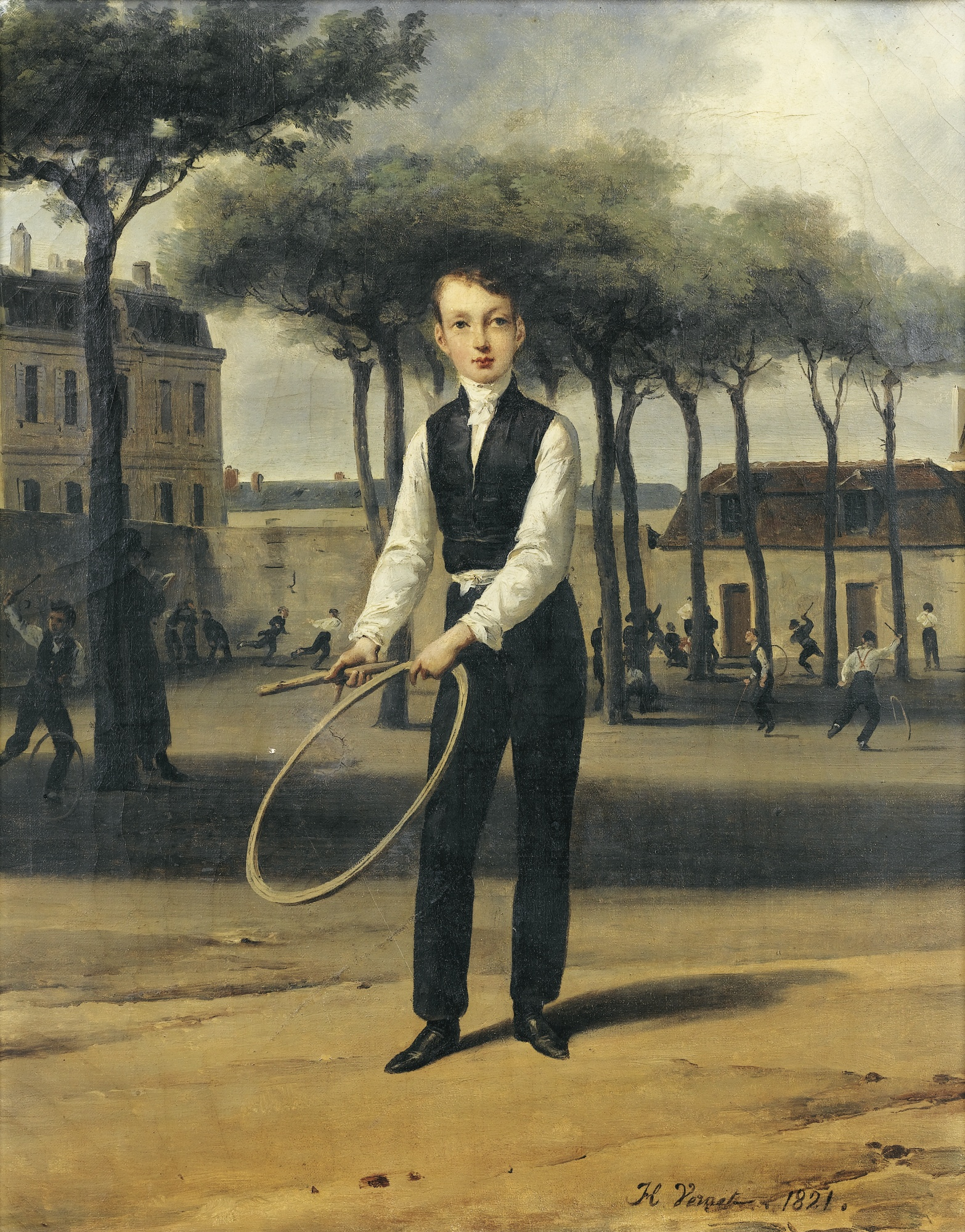
Le Duc de Chartres tenant un cerceau,
Horace Vernet, 1821.
Collection privée.

Le jeune prince, qui a trois ans au moment de la chute de Napoléon Ier, vient en France pour la première fois en 1814 et s'y installe définitivement en 1817. Son père le confie d’abord aux soins d’un précepteur, M. de Boismilon. À cinq ans, ses facultés intellectuelles semblent plus développées qu'elles ne le sont ordinairement : il parle et écrit en français et allemand, a des notions d'arithmétique, d'histoire et commence le latin,. Puis son père le place au collège Henri-IV en 1819, voulant qu’il reçoive une éducation libérale, sur le pied de la plus complète égalité avec les autres élèves. Parmi eux, Alfred de Musset et Georges-Eugène Haussmann, avec qui il se lie d’amitié.

### Colonel des Hussards

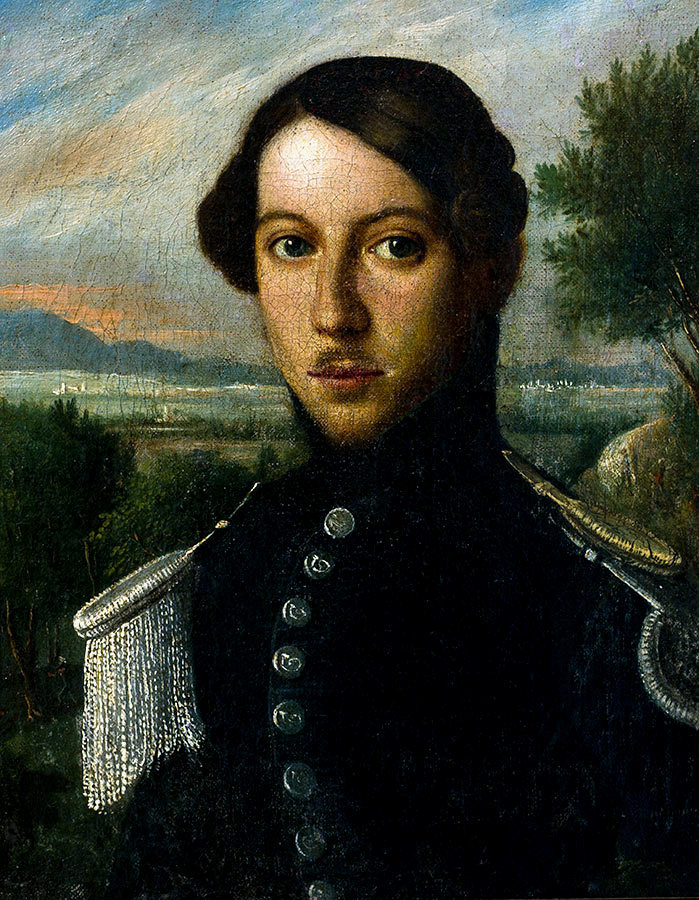
Jean Auguste Dominique Ingres
Le duc d’Orléans (1830),
musée national des beaux-arts de Cuba.

Après un voyage en Angleterre et en Écosse en 1819, il va rejoindre à Lunéville le 1er régiment de hussards, dont il vient d’être nommé colonel par Charles X (1824) et qui prend pour l’occasion la dénomination de hussards de Chartres.
En 1828 entre dans son administration Adolphe Asseline, son futur secrétaire qui deviendra celui de la duchesse d'Orléans et le conseiller de ses deux fils.

### Un prince libéral et populaire
En 1830, le prince, qui n'a pas encore vingt ans, est en garnison à Joigny pendant les Trois Glorieuses. Il fait arborer la cocarde tricolore à son régiment, le 1er régiment de hussards (Hussards de Chartres) et l’amène en toute hâte au secours des Parisiens insurgés. Arrêté provisoirement à Montrouge, et bientôt relâché, il entre le 3 août dans Paris à la tête de ses hussards de Chartres.
Avec l'avènement de la monarchie de Juillet, il prend le titre de duc d’Orléans et devient prince royal. Son père le fait entrer au Conseil. De tempérament bouillant, le duc d'Orléans critique vertement le temps perdu à écouter palabrer les ministres (appelés familièrement babasses dans le cercle familial) et a de fréquents accrochages avec les doctrinaires, qu’il n’aime pas et vis-à-vis de qui il se veut l’interprète des sentiments de la jeunesse révolutionnaire. C’est pourquoi Casimir Perier exige, lorsqu’il accède à la présidence du Conseil en mars 1831, que le duc d’Orléans soit exclu du Conseil, auquel il cesse dès lors de participer.
En novembre 1831, le prince royal est envoyé, aux côtés du maréchal Soult, pour réprimer l’insurrection ouvrière de Lyon. Il s’acquitte de cette tâche difficile sans violence et parvient à apaiser rapidement les oppositions. Il y gagne une popularité certaine, que renforce son attitude lors de l’épidémie de choléra de 1832. Il n’hésite pas à se rendre auprès des malades les plus contagieux à l’Hôtel-Dieu, prenant des risques réels puisque Casimir Perier, qui l’accompagne, contracte quant à lui la maladie et en meurt.
Aux yeux du peuple et de la presse, il passe dès lors pour un prince généreux, sincèrement préoccupé du sort des plus démunis, et devient une sorte d’icône pour l’opposition dynastique d’Odilon Barrot, qui voit en lui le seul prince capable de concilier les aspirations démocratiques de la France moderne et l’héritage du passé monarchique.

### Une brillante carrière militaire

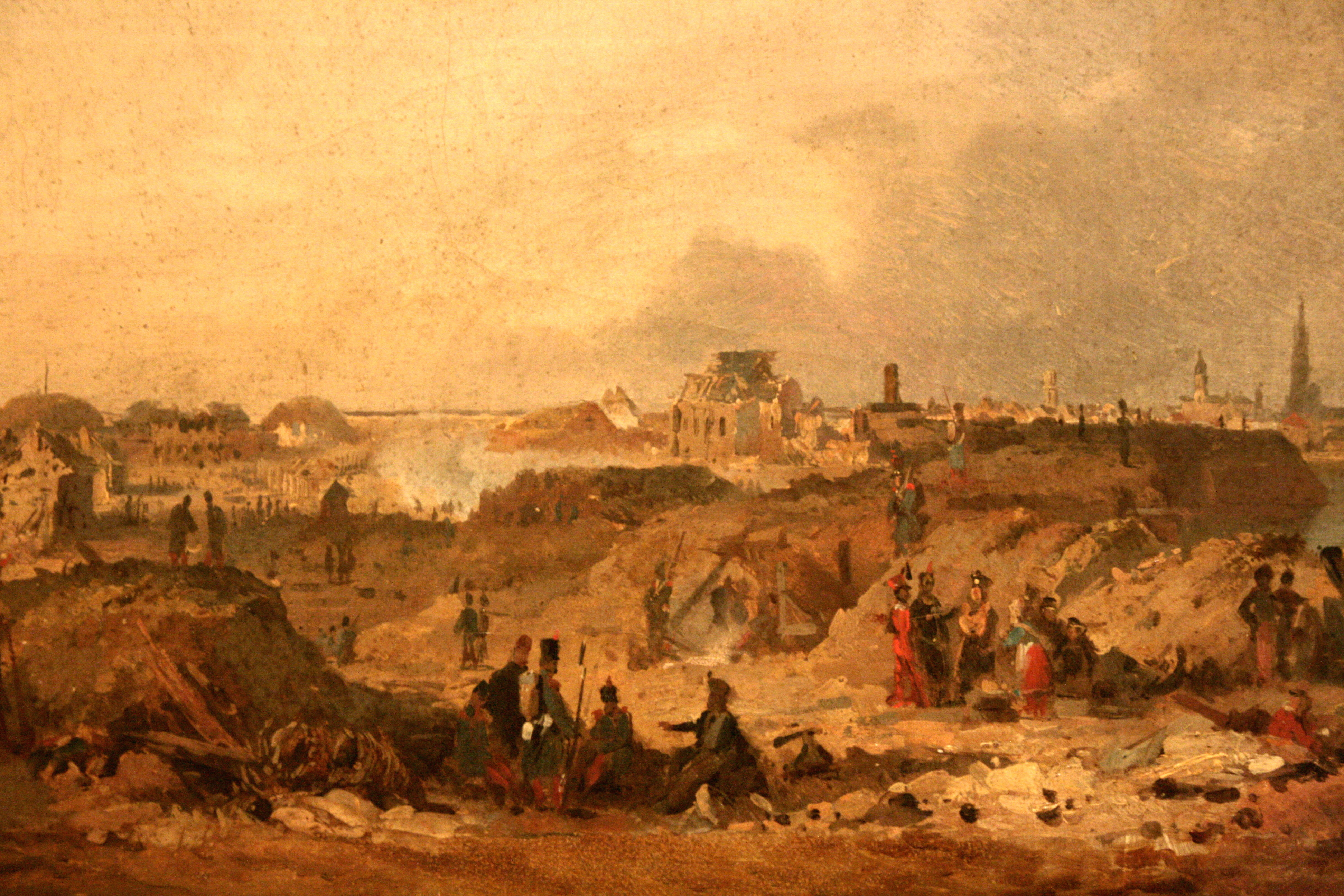
La prise de la citadelle d’Anvers aux Hollandais en décembre 1832 est l'un des deux principaux faits d’armes du duc d’Orléans.

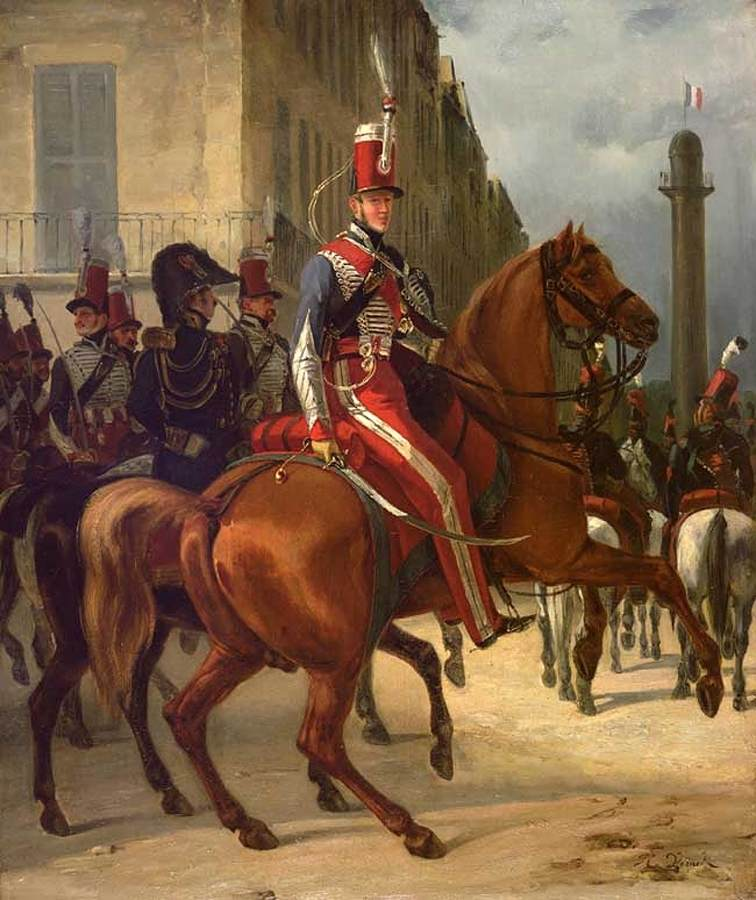
Le Duc de Chartres en uniforme de hussard,
Horace Vernet (1832).

En 1831, le duc d’Orléans part avec son jeune frère le duc de Nemours, pour aller faire ses premières armes sous les ordres du maréchal Gérard ; cette campagne ne fut guère qu’une promenade militaire. Entrés en Belgique en 1831, les princes s'empressent de visiter la plaine de Jemappes, où leur père a combattu en 1792.
L’année suivante, le duc d’Orléans rentre en Belgique avec le commandement de la brigade d’avant-garde de l'armée du Nord. Le 20 novembre 1832, il est devant la citadelle d'Anvers ; il commande la tranchée dans la nuit du 29 au 30 novembre. À l’attaque meurtrière de la lunette Saint-Laurent, il s'élance sur le parapet au milieu d’une grêle de projectiles de toute espèce pour diriger l’action et stimuler le courage des soldats.
En 1835, lorsque le maréchal Clauzel est renvoyé en Algérie comme gouverneur général, le duc d’Orléans demande à son père comme une faveur de l'accompagner pour combattre l’émir Abd El-Kader. Il participe avec l’armée de Clauzel à la bataille de l'Habrah, où il est blessé, à la prise de Mascara en décembre 1835, puis de Tlemcen en janvier 1836. Il rentre à Paris tout auréolé de gloire militaire.

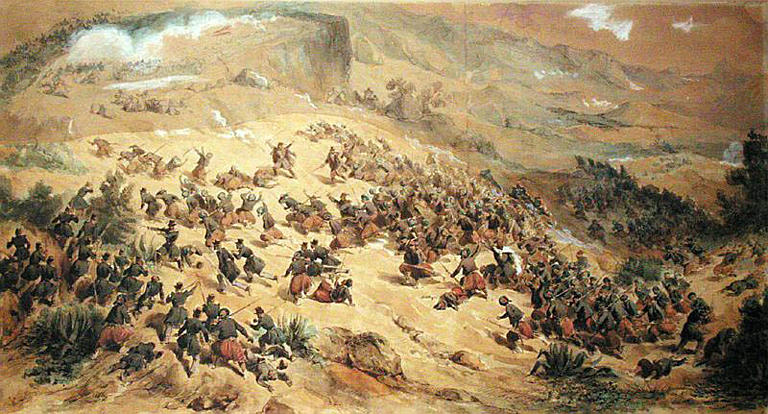
En mai 1840, le duc d’Orléans est commandant en chef lors de la bataille du col de Mouzaïa qu’il remporte contre l’émir Abd el-Kader.

À l’automne 1839, le duc d’Orléans repart pour l’Algérie pour réaliser, avec le maréchal Valée, la prise de possession par la France de la partie intérieure du pays, entre Constantine et Alger. Partie de Constantine le 16 octobre, trois jours après le deuxième anniversaire de la prise de la ville, la fameuse chevauchée gagne Alger le 2 novembre en passant par Sétif et le défilé des Portes de Fer. Abd el-Kader y voit une violation du traité de Tafna et déclenche la guerre sainte contre les Français. S’enclenche ainsi une escalade qui aboutira à l’occupation totale de l’Algérie par la France.
En mars 1840, le duc d'Orléans part encore une fois pour l'Algérie, emmenant avec lui le duc d'Aumale, son jeune frère, dont il dirige les premiers travaux militaires. Aux combats de l'Affroun, de l’Oued'Ger, du bois des Oliviers, il est chargé de diriger les dispositions d’attaque à la prise du Teniah de Mouzaïa. Il est rappelé en France après cette campagne.
Ce passé militaire brillant ne fait qu’accroître la popularité et le prestige du duc d’Orléans, qui consacre également ses soins à la réorganisation et à l’agrandissement des forces militaires du pays ainsi qu'à l’amélioration physique et morale des soldats. Il est notamment le fondateur des  bataillons de chasseurs en créant à titre expérimental le 14 novembre 1838, avec l'aide de Charles d'Houdetot, une unité d’infanterie spéciale, pour expérimenter de nouvelles tactiques d’infanterie légère, la "Compagnie de chasseurs d'essai", casernée au Fort de Vincennes à Paris d'où leur autre dénomination de "Chasseurs de Vincennes" ou "Tirailleurs de Vincennes". L'essai étant concluant et cette unité ayant fait ses preuves lors de la conquête de l'Algérie, dix bataillons de chasseurs à pied non enrégimentés sont créés le 28 septembre 1840. À la suite de la mort prématurée de Ferdinand-Philippe d'Orléans, leur parrain, tous les bataillons de chasseurs à pied sont renommés le 13 juillet 1842 en "chasseurs d’Orléans", dénomination qu'ils garderont jusqu’à l’avènement de la Deuxième République, en 1848, où ils reprendront celle de "chasseurs à pied".
Ferdinand-Philippe d'Orléans jette aussi les bases d’une Histoire des Régiments, entreprise par ordre du ministre de la guerre, et écrit lui-même en partie celle de deux régiments qui s’étaient trouvés sous ses ordres : Le 1er régiment de hussards (Hussards de Chartres) et le Bataillon des chasseurs de Vincennes.

### Le mariage du duc d’Orléans

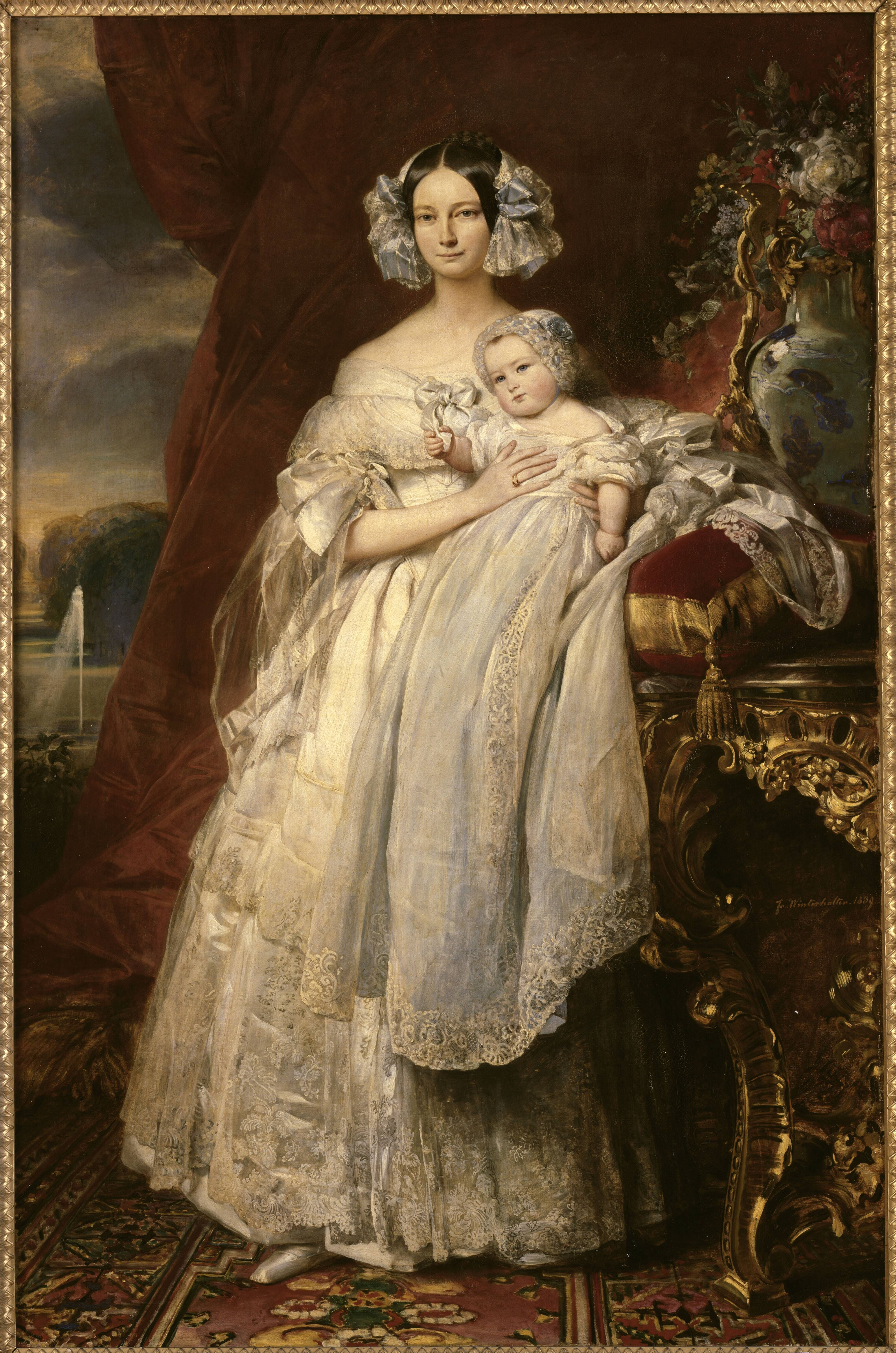
Franz Xaver Winterhalter, La duchesse d’Orléans tenant son fils, Philippe, comte de Paris (1839), château de Versailles.

Le mariage du duc d'Orléans avait été l'une des grandes affaires politiques de la monarchie de Juillet. Sans la révolution de 1830, il aurait épousé la sœur du duc de Bordeaux, Mademoiselle (1819-1864)[réf. nécessaire]. Ce projet ayant naturellement échoué en raison de la chute de la branche aînée et de l’« usurpation » (aux yeux de celle-ci) de la branche cadette, Louis-Philippe est littéralement obsédé, à partir de 1835, singulièrement après l’attentat de Fieschi, par l’établissement matrimonial de son fils aîné, alors dans sa vingt-cinquième année.
C’est aussi le moment où la monarchie de Juillet se cherche de nouveaux alliés en Europe, qui lui permettraient de ne pas dépendre trop exclusivement de l'Angleterre (voir l’article : Politique extérieure de la France sous la monarchie de Juillet). Talleyrand, qui vient de renoncer à son ambassade de Londres, brouillé avec le secrétaire d'État britannique des Affaires étrangères Palmerston, pousse en ce sens.
Il envisage d’abord un rapprochement avec la Russie par l’intermédiaire du Wurtemberg. En effet, le roi Guillaume Ier de Wurtemberg, veuf de la grande-duchesse Katarina Pavlovna de Russie, a deux filles à marier, les princesses Marie (née en 1816) et Sophie (née en 1818). Mais Guillaume Ier décline la proposition, refus d’autant plus humiliant que la princesse Marie contractera une union morganatique en épousant en 1840 le comte Alfred de Neipperg,.
Louis-Philippe envisage ensuite une alliance avec l'Autriche, qui pourrait offrir l’archiduchesse Marie-Thérèse, fille de l’archiduc Charles, née en 1816. La reine Marie-Amélie est très favorable à ce mariage car elle est elle-même fille d’une archiduchesse d’Autriche, la reine Marie-Caroline de Naples. L’archiduc Charles n’est pas opposé à un tel mariage, mais celui-ci se heurte en revanche à deux adversaires déterminés : le prince de Metternich, qui ne veut pas rééditer l’erreur qu’il a faite en négociant le mariage de l’archiduchesse Marie-Louise avec Napoléon Ier, et l’archiduchesse Sophie, princesse bavaroise, belle-sœur du nouvel empereur Ferdinand Ier, qui domine la cour de Vienne de sa forte personnalité en attendant que son fils, le futur François-Joseph, monte sur le trône impérial.
L’ambassadeur de France à Vienne, le comte de Sainte-Aulaire, qui a été spécialement chargé de préparer le terrain pour le mariage autrichien, ne dissimule pas la difficulté de l’affaire, sans la juger cependant tout à fait impossible. Le nouveau président du Conseil, Thiers, rêve de la conclure et d’apparaître, tel un nouveau Choiseul, comme l’artisan d’un spectaculaire renversement d’alliances en Europe.
Le duc d’Orléans et son cadet, le duc de Nemours, entreprennent un voyage en Europe le 2 mai 1836. Louis-Philippe et Marie-Amélie se désolent parce que le prince royal refuse de raser la superbe barbe qu’il arbore depuis que la jeunesse romantique en a lancé la mode,. Quoi qu’il en soit, les deux jeunes gens remportent un grand succès à Berlin, puis à Vienne, où ils se trouvent du 29 mai au 11 juin. Mais, commente le marquis de Sémonville, « tout le monde leur a donné la main, mais personne ne l’a serrée. » Si le prince royal plaît décidément à l’archiduc Charles et à sa fille, Metternich et l’archiduchesse Sophie font barrage : la démarche que Thiers, impatient de conclure, a convaincu Louis-Philippe d’effectuer, contre l’avis de Sainte-Aulaire qui voulait qu’on se limitât à une simple visite de famille, est repoussée ; pour ménager la susceptibilité des Français, la version officielle est que la décision est laissée aux « sentiments » de l’archiduchesse Marie-Thérèse qui aurait fait une réponse négative,. Il ne reste plus aux deux jeunes gens qu’à rentrer en France en passant par l’Italie : à Trente, ils sont reçus par l’ex-impératrice Marie-Louise, duchesse de Parme, qui ne peut retenir ses larmes devant la ressemblance entre le prince royal et feu le duc de Reichstadt. Cette ressemblance peut s'expliquer par le fait que l'impératrice Marie-Thérèse, grand-mère du duc de Reichstadt, était la sœur aînée de la reine Marie-Amélie. À Milan, les princes séjournent chez l’archiduc Rainier, vice-roi de Lombardie-Vénétie, où ils apprennent la nouvelle de l’attentat d’Alibaud, commis le 25 juin contre Louis-Philippe.
Après le refus de la maison d’Autriche, il ne reste plus que deux partis envisageables parmi les princesses catholiques, : la princesse Janvière, fille de l’empereur Pierre Ier du Brésil, et l’infante Isabelle Fernande de Bourbon, fille de l’infant François-de-Paule, frère cadet de Ferdinand VII. Toutes deux, nées en 1821, sont fort jeunes. La première est écartée en raison de l’éloignement, et la seconde en raison de son physique disgracié – elle est maigre et rousse, – et de ses lourds antécédents familiaux.
Parmi les princesses allemandes protestantes, quelques partis sont envisagés. Talleyrand, par l’intermédiaire de sa petite-nièce, la duchesse de Dino, a repéré la princesse Louise de Hesse-Cassel. La reine Louise suggère la princesse Marie de Saxe-Altenbourg et la princesse Victoire de Saxe-Cobourg-Gotha
En définitive, le choix se porte sur la princesse Hélène de Mecklembourg-Schwerin, fille de feu le prince héréditaire Frédéric-Louis de Mecklembourg-Schwerin (1778-1819) et de la princesse Caroline de Saxe-Weimar-Eisenach (†1816). Pour le duc d’Orléans, c’est une alliance convenable, mais sans éclat,, même si la princesse est la nièce du roi de Prusse, Frédéric-Guillaume III.
Le duc de Broglie est envoyé en Allemagne en qualité d’ambassadeur extraordinaire afin de présenter la demande officielle et de ramener la princesse en France. Un libelle virulent contre la maison d’Orléans est publié dans l’anonymat par un prince de la maison de Mecklembourg. Celle-ci boude le mariage, si bien qu’Hélène n’est accompagnée que par la troisième épouse veuve de son père, Augusta de Hesse-Hombourg.
Le mariage est célébré le 30 mai 1837 au château de Fontainebleau, car l’archevêque de Paris, Mgr de Quélen, a pris prétexte de la différence de religion pour interdire qu’il ait lieu à Notre-Dame. Le mariage civil se déroule dans la galerie Henri II le 30 mai 1837. La cérémonie catholique, à laquelle préside Mgr Gallard, évêque de Meaux, se déroule dans la chapelle de Henri IV, tandis que la cérémonie luthérienne, célébrée par le pasteur Cuvier, a lieu dans le salon Louis-Philippe. Le duc d’Orléans a pour témoins les quatre vice-présidents de la Chambre des pairs – le baron Séguier, le comte Portalis, le duc de Broglie, le comte de Bastard –, le président et les quatre vice-présidents de la Chambre des députés – Dupin, Calmon, Delessert, Jacqueminot, Cunin-Gridaine –, trois maréchaux – Soult, Mouton, Gérard –, le prince de Talleyrand, le duc de Choiseul et le comte Bresson, ministre de France à Berlin.
Dans la nombreuse assistance, on relève l’absence des ambassadeurs étrangers, à l’exception du baron de Werther, ministre de Prusse, du comte Lehon, ministre de Belgique, et du chargé d’affaires du Mecklembourg. Malgré tout, la réception est très brillante : « La princesse Hélène n’étant pas fille de roi, observe la duchesse de Maillé, c’est la réception de Mme la duchesse de Bourgogne qui a servi de règle, et tout s’est passé chez Sa Majesté citoyenne comme si Louis XIV avait été présent au milieu des plus grands seigneurs de France. Quelques-uns croient que Louis-Philippe fait en cela une faute politique. Je ne le pense pas. Il fait au contraire grand plaisir à ses partisans. La pompe ne leur déplaît pas lorsque ce sont leurs noms qui y figurent, à la place de ceux des grands seigneurs qu’ils ont tant enviés. Louis-Philippe est l’homme et l’élu de la classe moyenne, elle le sait très bien, mais elle est flattée de l’éclat dont il s’environne. S’il ne cherchait pas à redorer cette royauté qu’elle lui a donnée, son amour-propre en serait blessé. Ses partisans se croient grands seigneurs lorsqu’ils lui voient faire le grand roi. »
Le mariage est très heureux. Le duc et la duchesse d’Orléans ont deux enfants :
- Philippe d’Orléans (1838-1894), comte de Paris qui épouse en 1864 sa cousine germaine Marie-Isabelle d'Orléans (1848-1919), fille d’Antoine d’Orléans, duc de Montpensier ;
- Robert d’Orléans (1840-1910), duc de Chartres qui épouse en 1863 sa cousine germaine Françoise d'Orléans (1844-1925), fille de François d'Orléans, prince de Joinville.

### Un prince éclairé et mécène

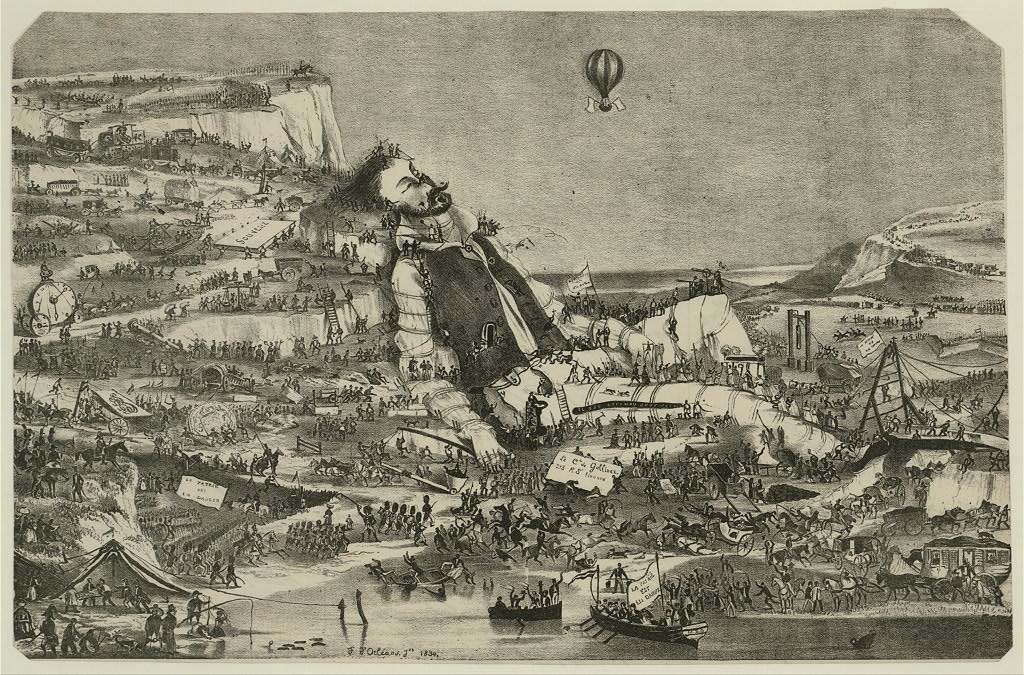
Ferdinand-Philippe d’Orléans, La Patrie est en danger (1830), lithographie.

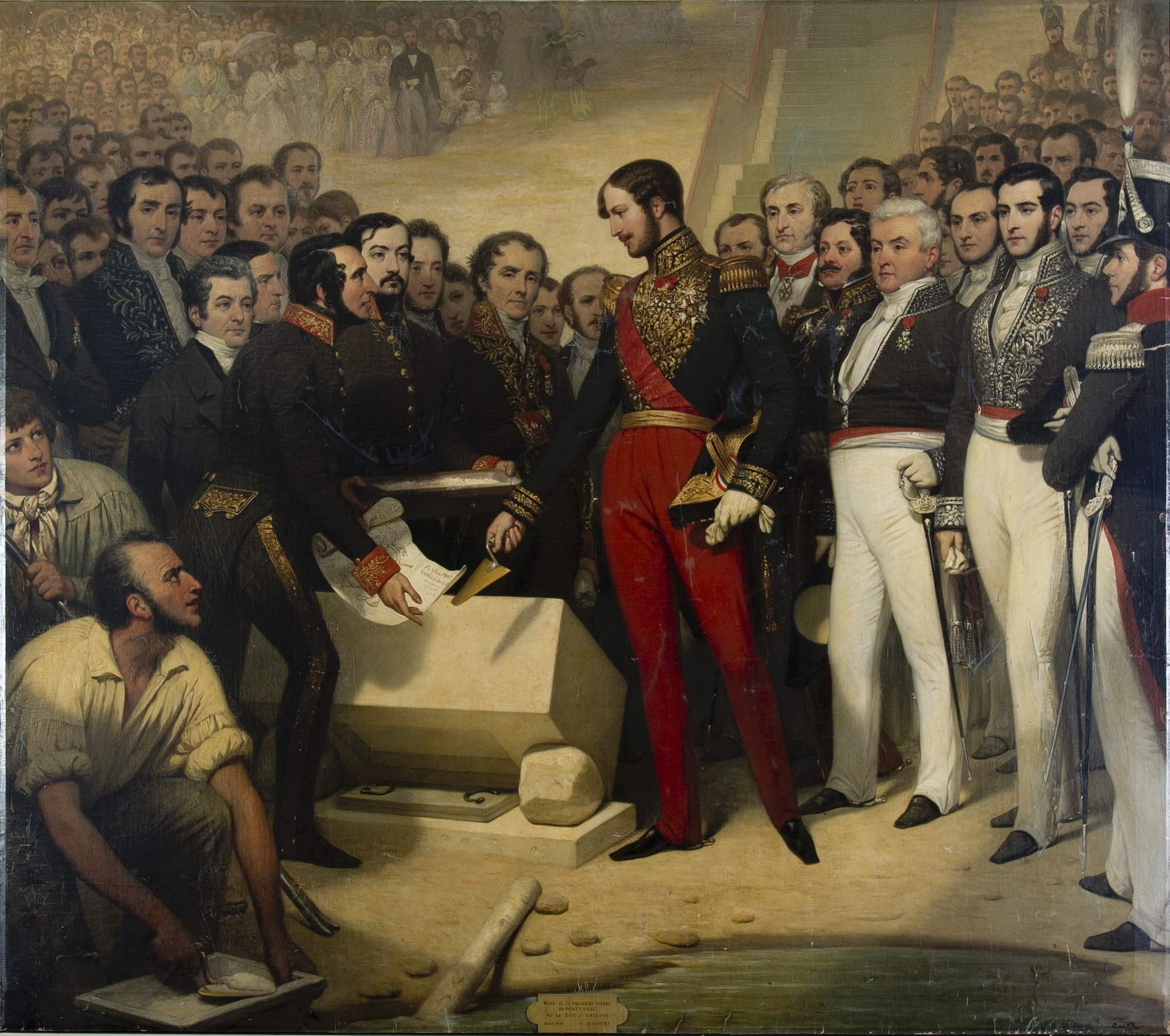
Joseph Désiré Court, Le duc d’Orléans posant la première pierre du pont-canal d’Agen, 1844 (état actuel).

Le duc d’Orléans est un amateur éclairé de littérature, de musique et de beaux-arts. Il montre un goût prononcé pour la collection, « faisant son choix lentement, en véritable amateur », et fait preuve d’une rare érudition. Chaque année, il consacre 100 000 à 150 000 francs de sa liste civile à des achats d’œuvres d’art ou à du mécénat culturel. Dans ses vastes appartements du palais des Tuileries, il rassemble des objets du Moyen Âge et de la Renaissance, des céramiques de Bernard Palissy, des majoliques et des céramiques hispano-mauresques, des porcelaines chinoises ou japonaises, des meubles de Caffieri, Oeben, Riesener ou Jacob.
Il se passionne également pour les peintres de sa génération et achète de nombreux tableaux à Ary Scheffer et à Newton Fielding, qui l’avaient initié à la technique du paysage entre 1822 et 1830. Il possède des œuvres d’Eugène Delacroix (Le Prisonnier de Chillon, L’Assassinat de l’évêque de Liège, Hamlet et Horatio au cimetière), Alexandre-Gabriel Decamps (La Défaite des Cimbres), Eugène Lami, Ernest Meissonnier et Paul Delaroche. Il aime également les paysages des peintres de l’école de Barbizon, notamment Camille Corot, Théodore Rousseau et Paul Huet à qui il commande en 1839, une suite d'aquarelles sur les villes méridionales. Il commande à Dominique Ingres Antiochus et Stratonice (1833), achète en 1839 Œdipe et le sphinx et lui commande son portrait en 1840.
Lui-même doué de talents de dessinateur, il fait œuvre de graveur amateur. On connaît de lui une douzaine d’eaux-fortes et de lithographies. Parmi ces dernières se trouve une pièce satirique représentant le personnage de Gulliver endormi ; des Lilliputiens arrivent de tous côtés, à pied, à cheval, en bateau, en diligence. Une pancarte évoque la proclamation alarmiste faite le 11 juillet 1792 par l’Assemblée législative, qui déclarait la patrie en danger.

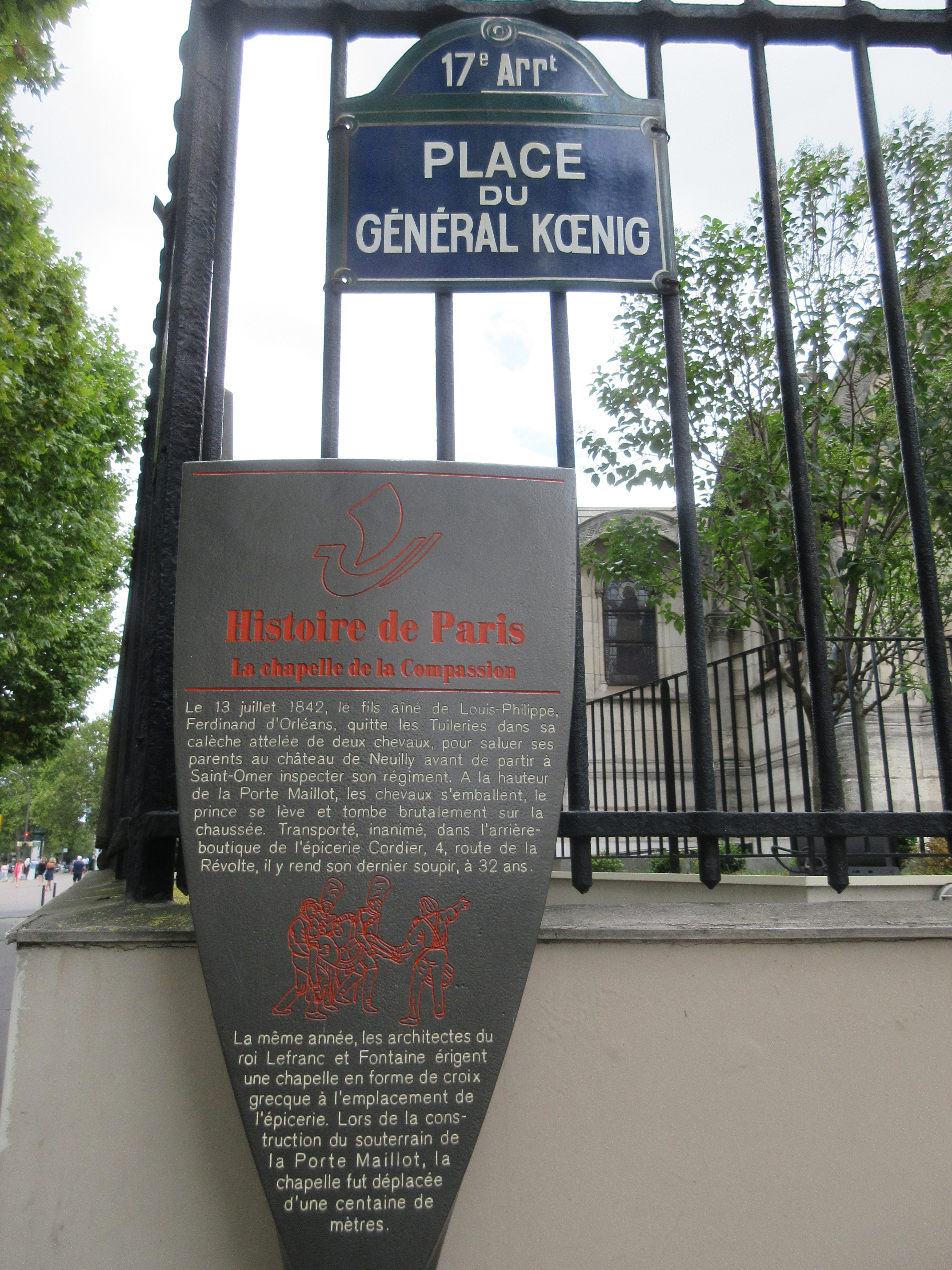
Panneau Histoire de Paris
« Chapelle de la Compassion ».

### Une mort prématurée

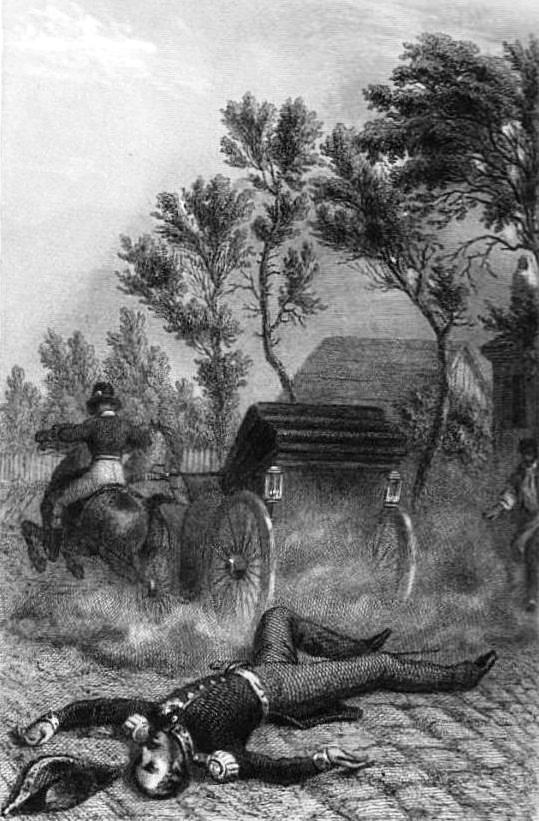
Mort du duc Ferdinand-Philippe d’Orléans.

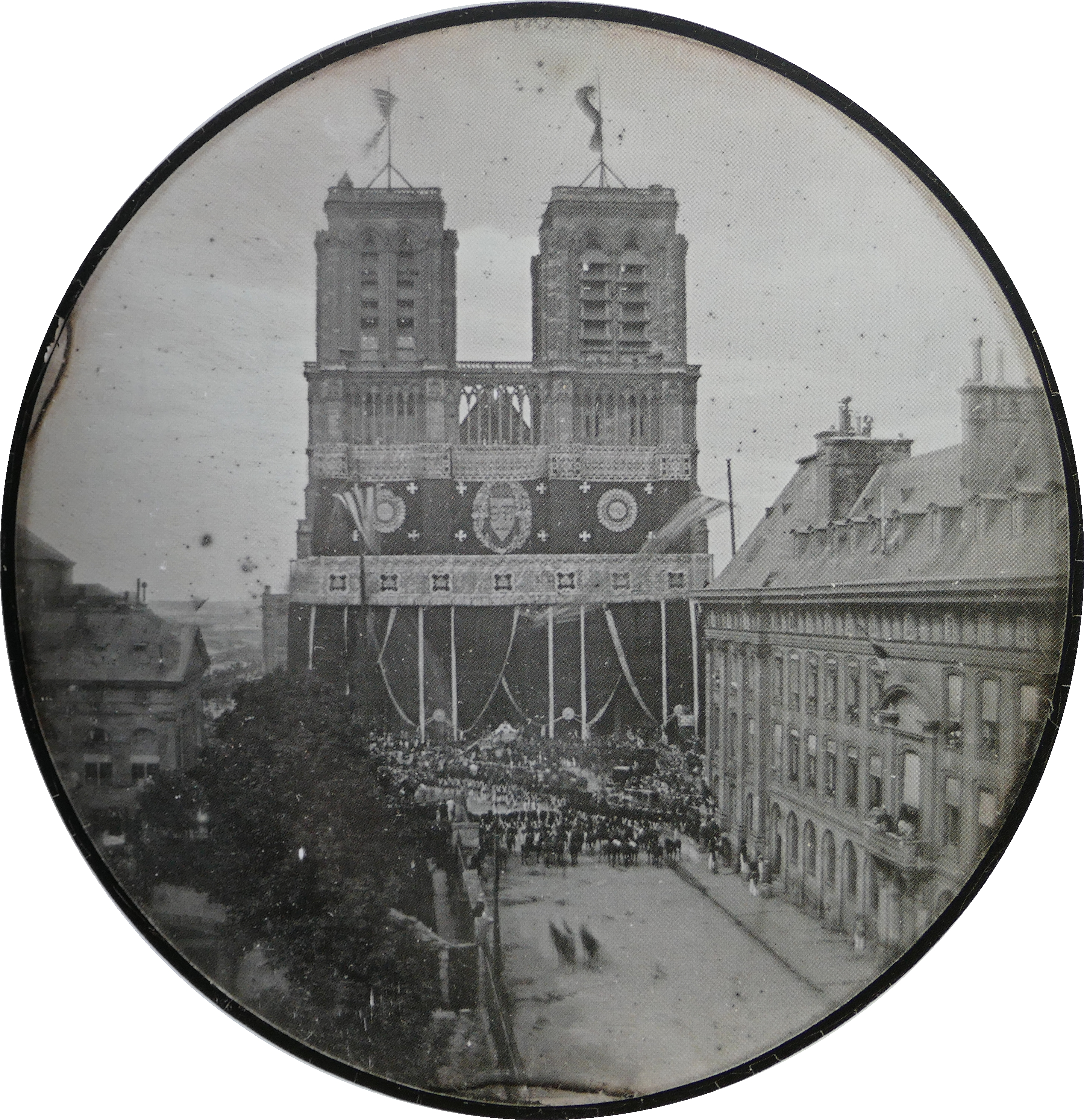
Funérailles du duc d’Orléans à Paris en 1842, daguerréotype historique de l'évènement (l'image est inversée), Paris, musée d'Orsay.

De retour de Plombières, où il venait de conduire la duchesse d’Orléans, le prince royal se disposait à partir pour Saint-Omer, où il devait passer en revue une partie de l’armée d’opération sur la Marne, dont il venait de recevoir le commandement en chef, quand il se rendit le 13 juillet 1842 à Neuilly-sur-Seine pour faire ses adieux à sa famille. Les chevaux de sa calèche s’étant emportés, route de la Révolte, on affirma que le prince voulut s’élancer de la voiture, mais cela a été contesté et l’autopsie peut laisser penser qu’il a été projeté hors de la voiture. Quoi qu’il en soit, il se brisa la tête sur le pavé et mourut quelques heures plus tard. Alfred de Musset évoque cet accident dans son grand poème Le Treize Juillet (dans le recueil Poésies nouvelles).
Le roi Louis-Philippe et son épouse ne donnèrent pas suite à la proposition des ministres d'enterrer le prince dans la basilique Saint-Denis. Leur fils devait être enterré à la chapelle royale de Dreux ; sa dépouille transférée depuis le château de Neuilly pour être exposée à Notre-Dame de Paris à partir du 30 juillet et le 3 août date à laquelle fut célébré un service funèbre solennel en présence des grands corps de l’État. L’abondance de l’assistance tout au long du trajet marqua les contemporains. Jules Janin évoqua « ces prodigieux flots de population répandus dans l’espace de deux lieues et couvrant les contre-allées de deux immenses avenues, se dressant sur les trottoirs et sur les ponts d’une longue ligne de quais, s’amoncelant dans les rues, se suspendant aux fenêtres et sur les toits des maisons » et pour le préfet de police : « L’affluence qui remplissait les contre-allées des Champs-Élysées et tous les abords était d’une immensité incalculable. » 
Sa mort accidentelle priva Louis-Philippe d’un soutien qui lui manqua en 1848. La monarchie de Juillet perdit avec la mort du prince le crédit de tous les espoirs suscités par le prince qui était un des membres les plus respectés et aimés de la famille royale : espoir de gloire nationale reconquise par un prince guerrier, espoir de renouveau politique animé par un prince aux idées nouvelles qu’on disait favorable au suffrage universel. La popularité du prince était un fait insoupçonné et le deuil qu’il suscita en illustre l’importance numérique et politique. Séduisant, brave, réputé acquis aux idées libérales, mais accrédité dans les milieux conservateurs d’une maturité conquise sur son ardeur juvénile, doté d’un charisme personnel, le duc d’Orléans avait réuni autour de lui des personnes de toutes conditions, de tout milieu, de toute conviction,.
Les écrivains confirmèrent cette analyse : 
- Henri Heine nota : « Jamais la mort d’un homme n’a causé un deuil aussi général. C’est une chose remarquable qu’en France, où la Révolution n’a pas encore discontinué de fermenter, l’amour d’un prince ait pu jeter de si profondes racines et se manifester de façon aussi touchante. Non seulement la bourgeoisie qui plaçait toutes ses espérances dans le jeune prince, mais aussi les classes inférieures regrettent sa perte. »
- Charles de Rémusat, dans ses Mémoires de ma vie, écrivit : « Je ne suis point fataliste et ne veux pas dire qu’à dater du 13 juillet 1842, la monarchie fut irrévocablement condamnée, mais je dis que sans ce jour fatal, elle n’aurait point péri. »
- Alfred de Musset affirma : « Une heure a détourné tout un siècle. »[19]

## Titulature et décorations

### Titulature
- 3 septembre 1810 - 22 septembre 1824 : Son Altesse Sérénissime Ferdinand-Philippe d'Orléans, prince du sang, duc de Chartres
- 22 septembre 1824 - 9 août 1830 : Son Altesse Royale Ferdinand-Philippe d'Orléans, prince du sang, duc de Chartres
- 9 août 1830 - 13 juillet 1842 : Son Altesse Royale le prince royal, duc d'Orléans

Bien que les princes du sang soient altesses sérénissimes, Charles X, à son accession au trône, accorde le prédicat d'altesse royale aux membres de la famille de Louis-Philippe dans le but d'obtenir sa fidélité.

### Décorations
- Grand-croix de l’ordre royal de la Légion d'honneur (maison d'Orléans, 3 août 1830)
- Chevalier des ordres du Roi (maison de France, 30 mai 1825)
- Grand-cordon de l'ordre de Léopold (royaume de Belgique, 10 mars 1833)[21]
- Grand-croix de l'ordre de Saint-Ferdinand et du Mérite (royaume des Deux-Siciles)
- Chevalier de l'ordre de la Toison d'or (royaume d'Espagne, 1er juillet 1837)[22]
- Grand-croix de l'ordre du Sauveur (royaume de Grèce)
- Grand-croix de l'ordre militaire de Guillaume (Pays-Bas)
- Grand-croix de l'ordre de la Tour et de l'Épée (royaume de Portugal)

## Les trois monuments au duc d’Orléans

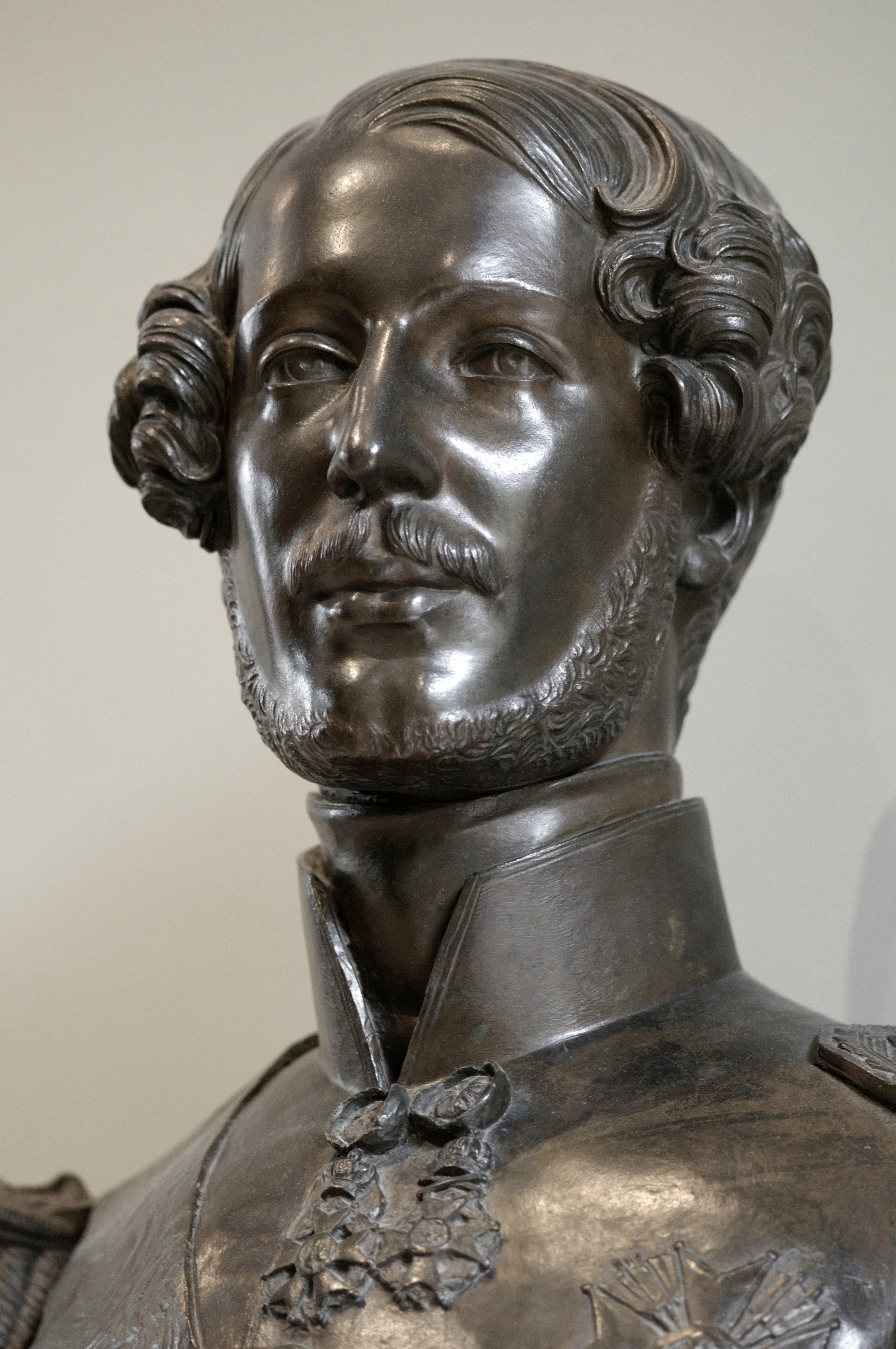
Détail du Buste du duc d’Orléans (1842) par James Pradier, réalisé d’après son masque mortuaire. Paris, musée du Louvre.

Trois monuments à la mémoire duc d’Orléans sont érigés à Eu, à Neuilly-sur-Seine et à Saint-Omer ; à la différence des deux premieres qui sont des statues équestres identiques, celui de Saint-Omer représente le prince en pied.

### La naissance des deux statues équestres
La mort de Ferdinand-Philippe d’Orléans plongea la population dans le désarroi, et les funérailles « frappèrent l’opinion par leur noble et grandiose tristesse ». Le roi pensait-il consacrer à son héritier un hommage durable ? La population civile d’Alger et l’armée d’Afrique devancèrent ses désirs. Leur vœu d’ouvrir une souscription à l’effet d’ériger sur « la principale place d’Alger un monument destiné à perpétuer cette mémoire et l’image de S.A.R. » recueillit l’approbation du gouverneur général, par arrêté du 7 août 1842. Bugeaud créait, sous la présidence du directeur de l’Intérieur, une commission chargée de recueillir les offrandes et d’arrêter les diverses dispositions, pour l’érection sur la place d’Alger de la statue en bronze du feu prince. Dès le 29 septembre, elle avait réuni 20 000 F. Des généraux commandants de divisions militaires ne tardèrent pas à solliciter le ministre de la Guerre pour savoir si leurs subordonnés pouvaient apporter leur écot. Le 8 novembre 1842, le maréchal Soult, ministre de la Guerre, annonçait qu’une souscription facultative était ouverte dans tous les corps de l’armée et instituait une commission supérieure pour centraliser les dons et veiller au recouvrement. Charles Marochetti était chargé de la réalisation de la statue. Le 29 novembre 1842, le ministre de la Guerre prenait un nouvel arrêté : la souscription facultative était étendue à l’armée de Mer. Les fonds recueillis serviraient à l’érection de deux statues équestres à l’effigie du duc d’Orléans.

### La mise en place des monuments

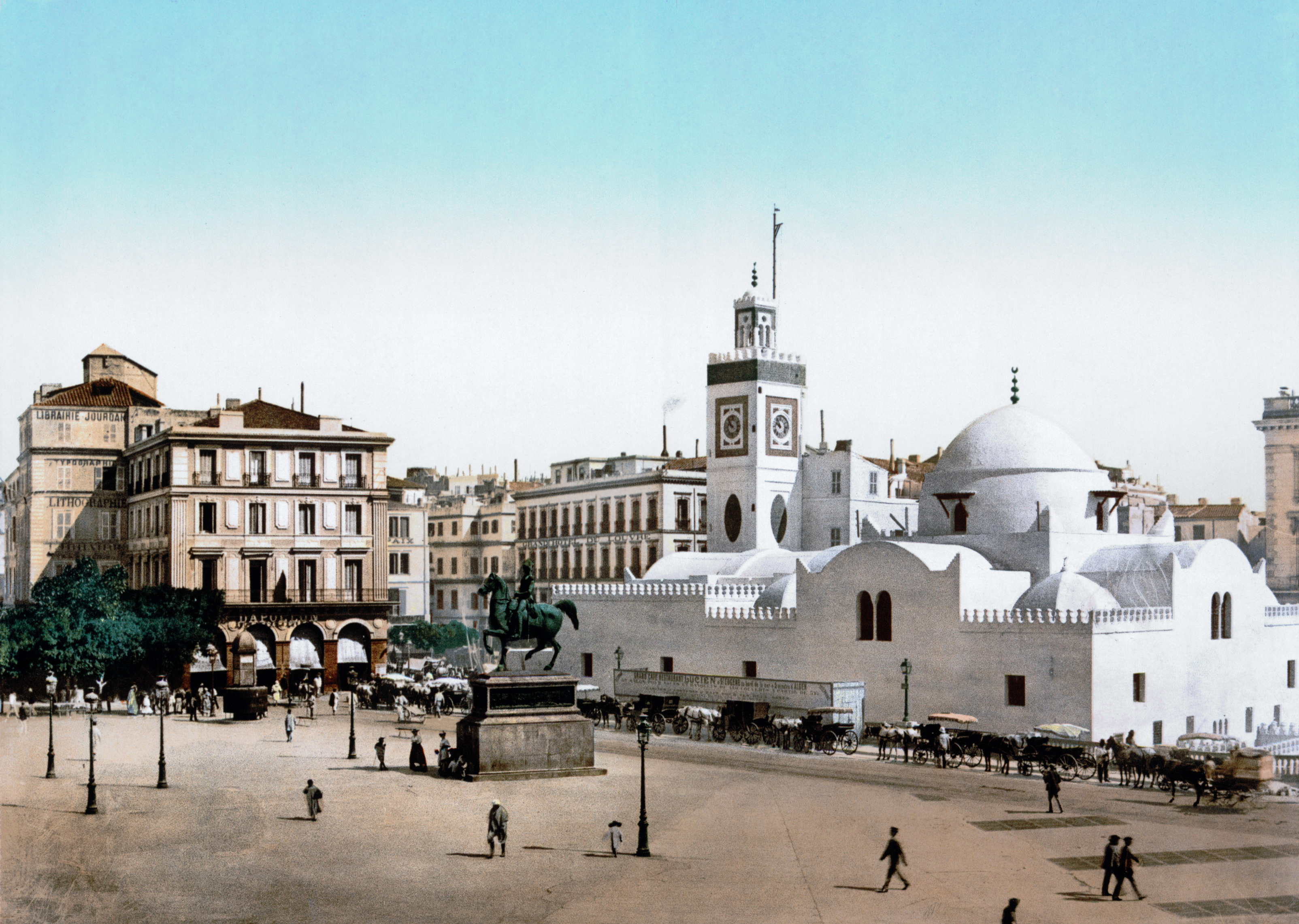
Carlo Marochetti, Monument au duc d'Orléans (vers 1899), place du Gouvernement à Alger. Rapatrié en France à l’indépendance de l’Algérie, il est réérigé à Neuilly-sur-Seine en 1981.

La duchesse d’Orléans rappela au roi le souhait de son époux de transférer à Paris l’Arc de Caracalla. Pierre Fontaine proposa un projet ambitieux : des colonnades partant d’un arc de triomphe imitant celui de Djemila mettaient en communication les deux côtés des terrasses au-dessus des fossés de la place de la Concorde, la statue étant érigée en avant de l’arc sur l’espace qui précède le grand bassin entre les deux rampes. On envisagea également pour la statue parisienne un emplacement au centre de la place du Carrousel, entre l’arc de triomphe du Carrousel à l’entrée des Tuileries et celui de Djemilah installé à l’entrée du Louvre mais en novembre 1844, le roi Louis-Philippe opta pour une installation de la statue au centre de la cour carrée du Louvre. La statue parisienne de Ferdinand-Philippe fut mise en place le 26 juillet 1845 : son cheminement entre l’atelier du fondeur Soyer et le Louvre avait été salué par une foule compacte et diverses, les Parisiens ayant parsemé le sol des rues de fleurs et couvert la statue de couronnes, bouquets, rubans éclatants et drapeaux tricolores.
Le choix de la situation de la statue princière dans Alger ne posa pas tant de difficultés : il s’agirait de la place royale (anciennement place du Gouvernement). Le modèle du monument finit, il fut confié également au fondeur Soyer. Marochetti annonçait la fonte réussie des deux statues par lettres des 21 août et 14 novembre 1844. Après le 5 mai eurent lieu les fondations de l’ouvrage, terminées par la pose du socle en marbre sur lequel allait reposer le piédestal. À Alger, le piédestal est achevé le 1er août 1845, la statue arrive le 19 septembre et le 4 octobre elle parvenait sur la place royale.
L’événement fut remarqué. Chopin écrivait de Nohan à sa famille polonaise : « on l’élève sur la place du Louvre, elle est en bronze algérien, de même que les bas-reliefs. C'est une œuvre de Marochetti, un des meilleurs sculpteurs de Paris. » Le 28 octobre 1845, jour anniversaire du passage des Portes de Fer, les deux œuvres furent inaugurées. À Alger, le piédestal était dépourvu de plaque. Le ministre de la Guerre avait entendu les remarques du comte Guyot, directeur de l’intérieur en Algérie : la population civile algérienne qui avait tant participé à l’érection n’aurait pas admis que le monument portât comme seule inscription « L’armée au duc d’Orléans, prince royal ». Le 6 mars 1846, Louis-Philippe approuvait un rapport qui proposait d’opter pour une nouvelle formule : « L’armée et la population civile d’Algérie au duc d’Orléans, prince royal, 1842 ». Le bronze fixa l’inscription. Plus des deux tiers du coût de l’opération avaient été financés par des fonds privés.
L’armée et la population civile avaient témoigné quelle affection posthume elles vouaient à la mémoire du prince royal. Le long cheminement du monument depuis l’atelier de Soyer au Louvre avait été salué avec émotion et recueillement par une foule compacte et diverse. L’exemplaire algérois suscita de semblables démonstrations. Au sortir de l’atelier de Soyer, il emprunta le canal Saint-Martin. Des soldats du 74e régiment de ligne arrêtèrent la barge pour couvrir la représentation princière des quelques fleurs du camp de la Villette. Il arriva au Havre le 4 juillet.

### Abandon et renaissance des monuments
À Alger, la population algéroise prouva son attachement indéfectible au lendemain de la Révolution de 1848. Le gouvernement provisoire adressait au nouveau gouverneur général Eugène Cavaignac des ordres d’enlèvement du monument de la place du Gouvernement. Mais à peine avait-on dressé, en ces premiers jours de mars, les charpentes devant servir à soutenir la masse de bronze que les colons se ruèrent sur les échafaudages et les jetèrent à la mer. Bien plus, la milice organisa spontanément un service de faction de jour comme de nuit autour du monument pour empêcher que les travaux ne reprennent. Pendant la guerre d'indépendance algérienne, la statue orléaniste échappa encore à toute dégradation. La conclusion des accords d’Évian sonna le glas de sa longévité. Dès le 4 juillet 1962, elle était démontée et entreposée avec d’autres souvenirs bannis de la présence française au camp Sirocco, près du cap Matifou. En août 1963, le cargo Ville-de-Québec la ramenait au Havre, d’où elle était partie. La statue algérienne a été réinstallée en 1981 sur une petite place de Neuilly-sur-Seine faisant partie du boulevard Victor-Hugo, rebaptisée place du Duc-d’Orléans.
À Paris, en 1848, il était en revanche inconcevable que le pouvoir républicain laissât demeurer, au cœur de la capitale, un monument à la gloire de la dynastie déchue. Dans la nuit du 26 au 27 février, les entrepreneurs du Louvre enlevaient la statue. Le 26 février, le piédestal devenait un monument expiatoire à la mémoire des victimes de la Révolution. La statue est expédiée en 1850 au château de Versailles pour être érigée sans piédestal dans la cour de la petite Orangerie. Le 18 octobre 1971, un arrêté ministériel décida son transport au château d’Eu.

Le « Monument au duc d'Orléans » par Carlo Marochetti
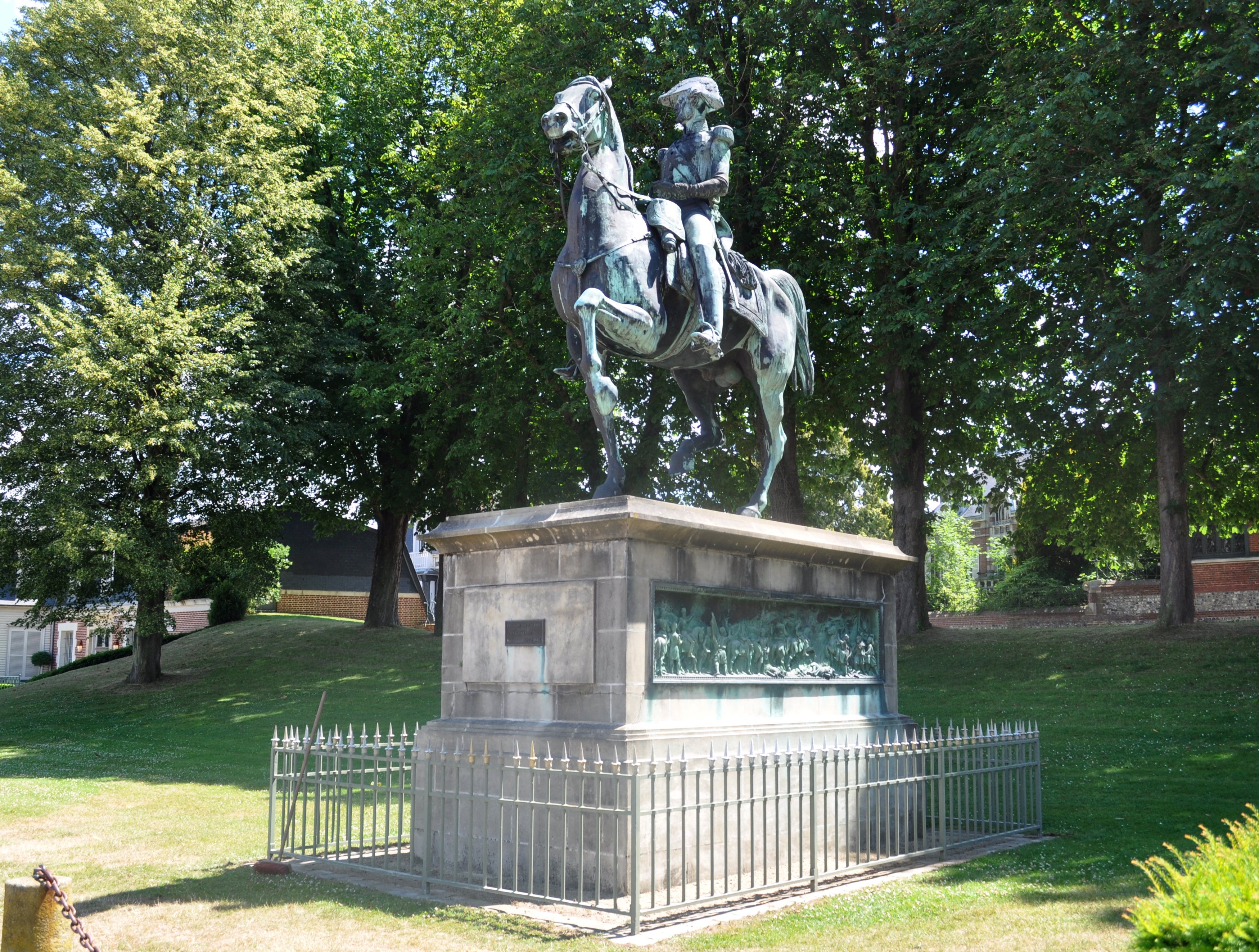
Le monument (vers 1844) érigé au château d'Eu (Seine-Maritime).
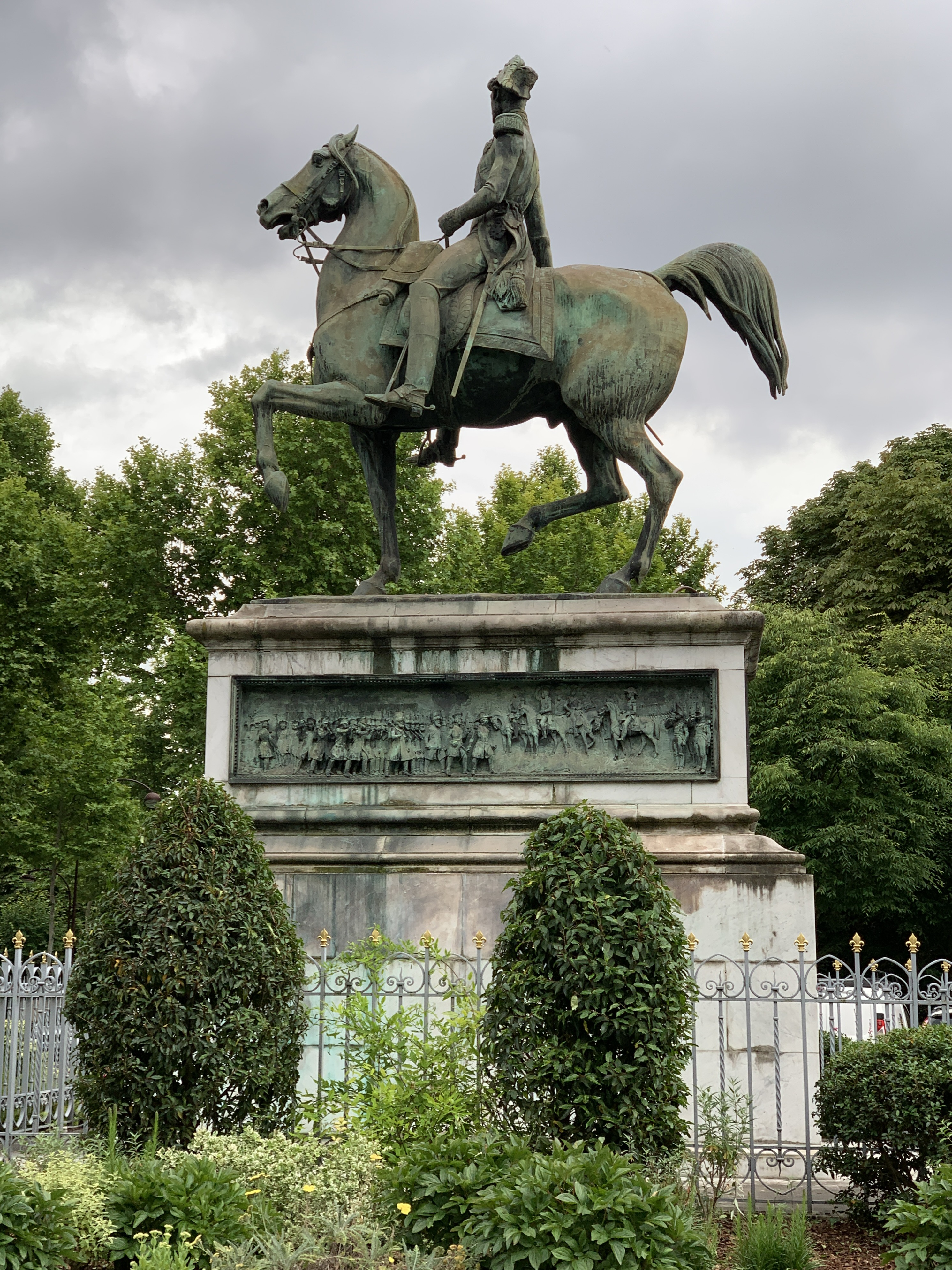
Réplique du monument (vers 1899) à Neuilly-sur-Seine (anciennement à Alger).

### Autres hommages
- Le gisant d'Henri Chapu dans la chapelle royale de Dreux en Eure-et-Loir ;
- Le cénotaphe du prince sculpté par Henry de Triqueti, église Notre-Dame-de-Compassion près de la porte Maillot à Paris ;
- L'Epopée des chasseurs à pied, d'Yvic Herniou paru aux Éditions Muller, rend hommage au duc d'Orléans, notamment dans les tomes 1 et 3.

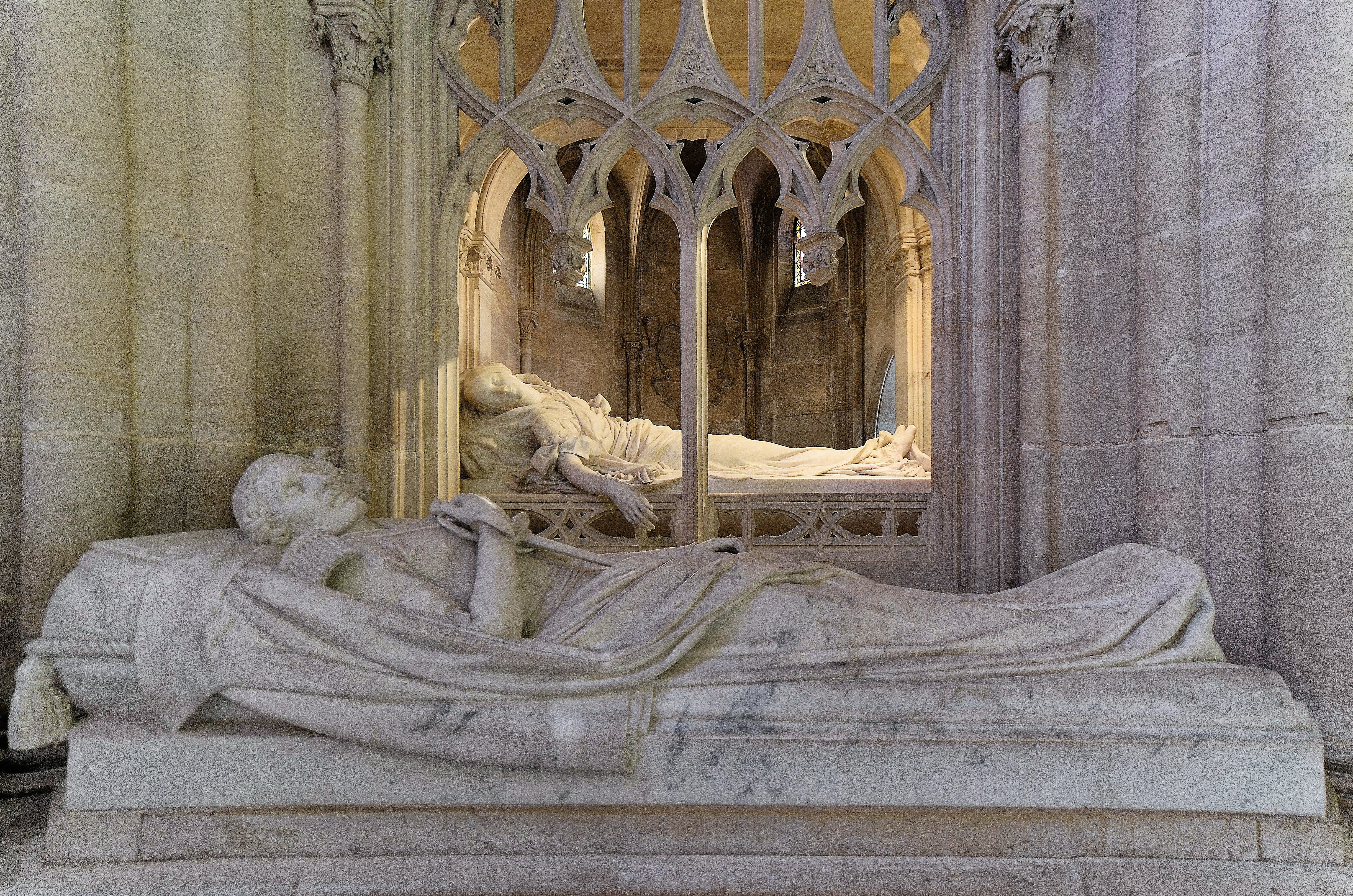
Henri Chapu, Gisants de Ferdinand-Philippe d'Orléans et de son épouse, chapelle royale de Dreux.
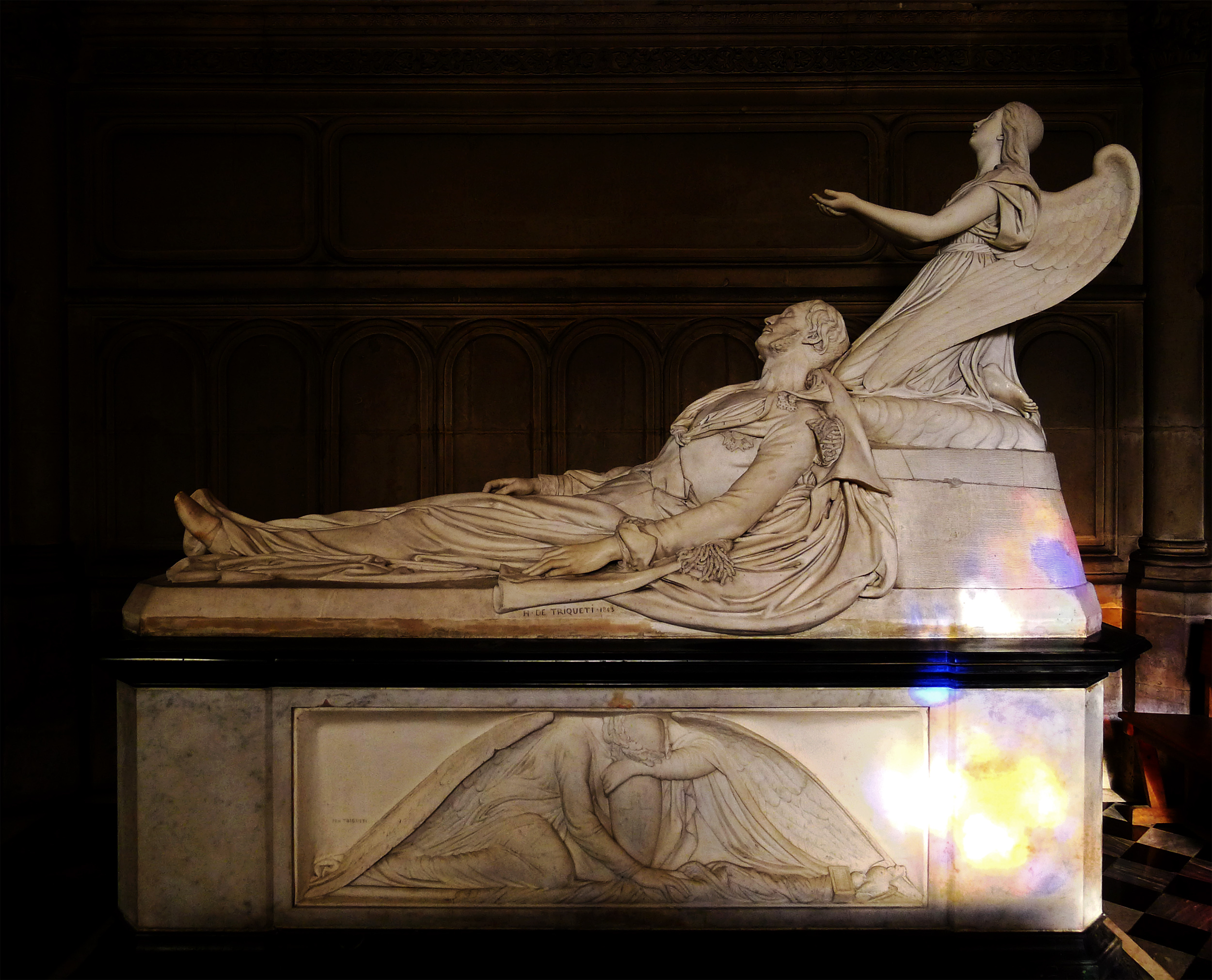
Henry de Triqueti, Cénotaphe du prince Ferdinand-Philippe d'Orléans, Paris, église Notre-Dame-de-Compassion.

### Iconographie
- Auguste Flandrin (1804-1842) Portrait en pied de S.A.R. le duc Ferdinand-Philippe d'Orléans , 1831, huile sur toile, localisation inconnue[28].
- Jean Auguste Dominique Ingres acheva en 1842 son portrait, aujourd'hui au Musée du Louvre.

### Anecdote
Pour le service funèbre du prince, on manqua de tissu noir pour tapisser Notre-Dame, l'architecte Visconti eut l'idée d'utiliser du papier noir.[réf. nécessaire]